# Crassuncus livingstoni
Crassuncus livingstoni is een vlinder uit de familie van de vedermotten (Pterophoridae). De wetenschappelijke naam van de soort is voor het eerst geldig gepubliceerd in 2014 door Vasily N. Kovtunovich & Petr Ya. Ustjuzhanin.

## Type
- holotype: "male. 08.01.2009. leg. Kovtunovich V. & Ustjuzhanin P. BMNH 22685"
- instituut: BMNH, Londen, Engeland
- typelocatie: "Malawi, Rumphi District, Nyika Nat. Park, 20 km N Thazima Gate, forest, S 10°43', E 33°39', 1930m"